# لوئیس ژیانگ
لوئیس ژیانگ (چینی: 張繼聰؛ زادهٔ ۱۱ ژانویهٔ ۱۹۸۰) خواننده، ترانه‌سرا و بازیگر اهل هنگ کنگ است.
از فیلم‌ها یا برنامه‌های تلویزیونی که وی در آن نقش داشته است، می‌توان به ایپ من ۳ اشاره کرد.